# Iolaos
 (février 2024).

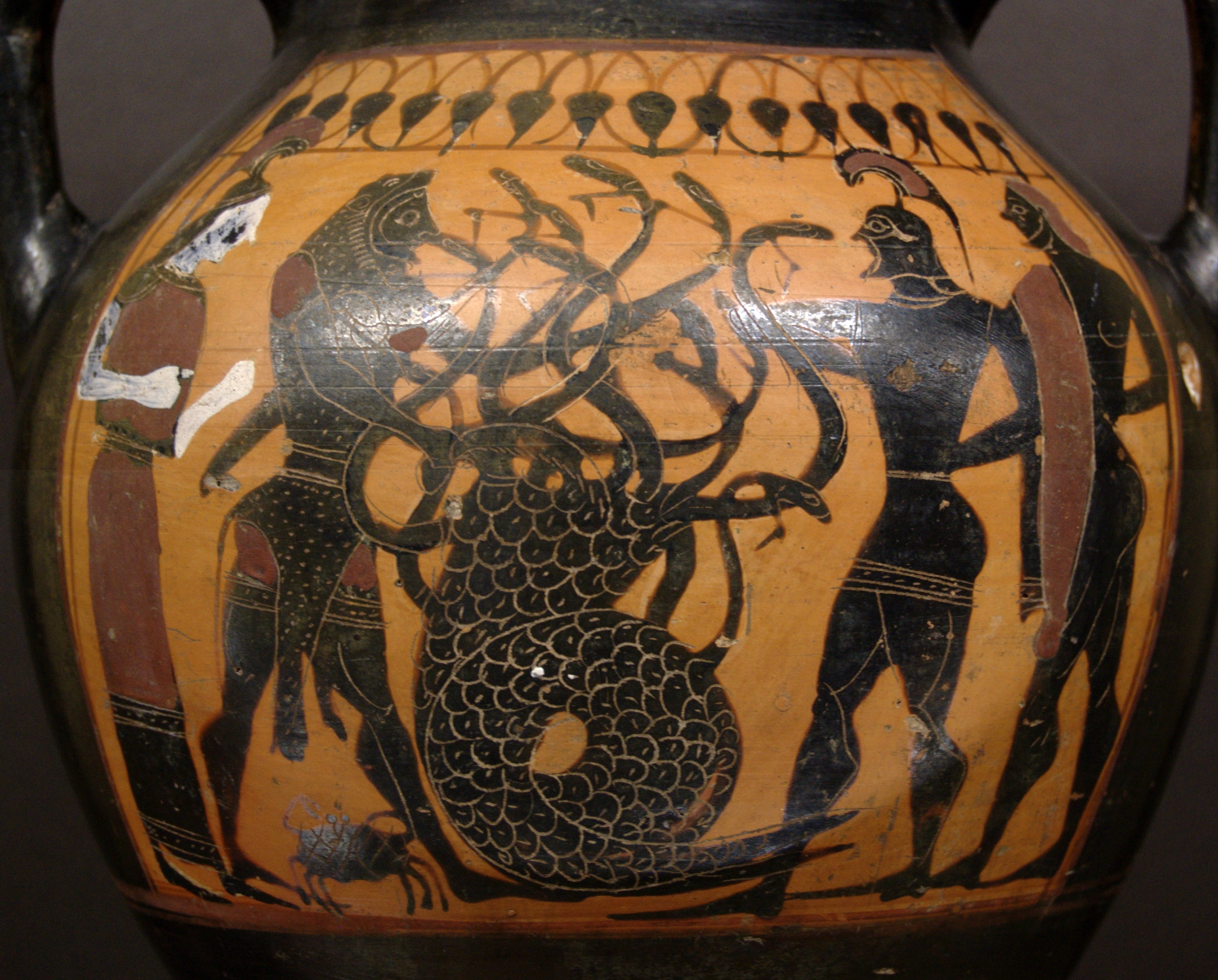
Héraclès et Iolaos combattant l'Hydre de Lerne, amphore à figures noires, 540-530 av. J.-C., musée du Louvre (CA 7318)

Dans la mythologie grecque, Iolaos ou Iolas (en grec ancien Ἰόλαος / Iólaos, en latin Iolaus), fils d’Iphiclès et d’Automéduse, est un héros thébain. Il est l’un des plus fidèles compagnons de son oncle Héraclès, dont il conduit traditionnellement le char. Il est souvent présenté comme son éromène.

## Mythe
Il aide son ami à vaincre l'hydre de Lerne (monstre de la mythologie grecque), à capturer les bœufs de Géryon, prend part à l'expédition des Argonautes et à la chasse du sanglier de Calydon. D'après Pausanias, il remporte aussi la course de chars aux premiers Jeux olympiques institués par Héraclès, ainsi qu'aux jeux funéraires de Pélias. Pausanias, décrivant la bande inférieure du Coffre de Cypsélos, affirme que c'est Euphémos qui est représenté en vainqueur, ne comptant pas Iolaos parmi les concurrents. Toutefois, Hygin confirme la version d'un Iolaos vainqueur.
Iolaos se marie avec Mégara, qu'Héraclès lui cède et de qui il a une fille, Leipephilene. Il est envoyé par le héros en Sardaigne avec ordre d'y fonder une colonie à la tête des Thespiades, les fils qu'il avait eus des filles de Thespios, roi de Thespies, en Béotie. Il aurait ainsi donné son nom aux Ilienses, un des peuples préromains de la Sardaigne.
Il prend aussi part, déjà âgé, à la guerre que les Héraclides livrent à Eurysthée, et dont il est un des chefs. Selon Pindare, la confrontation entre Iolaos et Eurysthée aurait eu lieu devant Thèbes : Iolaos, demandant aux dieux de retrouver sa jeunesse pendant une heure seulement, en profite pour tuer l'usurpateur et meurt peu après :

« On l’ensevelit non loin du monument d'Amphitryon, son aïeul paternel, (...) »

— (trad. de A. Perrault-Maynand, cf. Sources)

## Culte

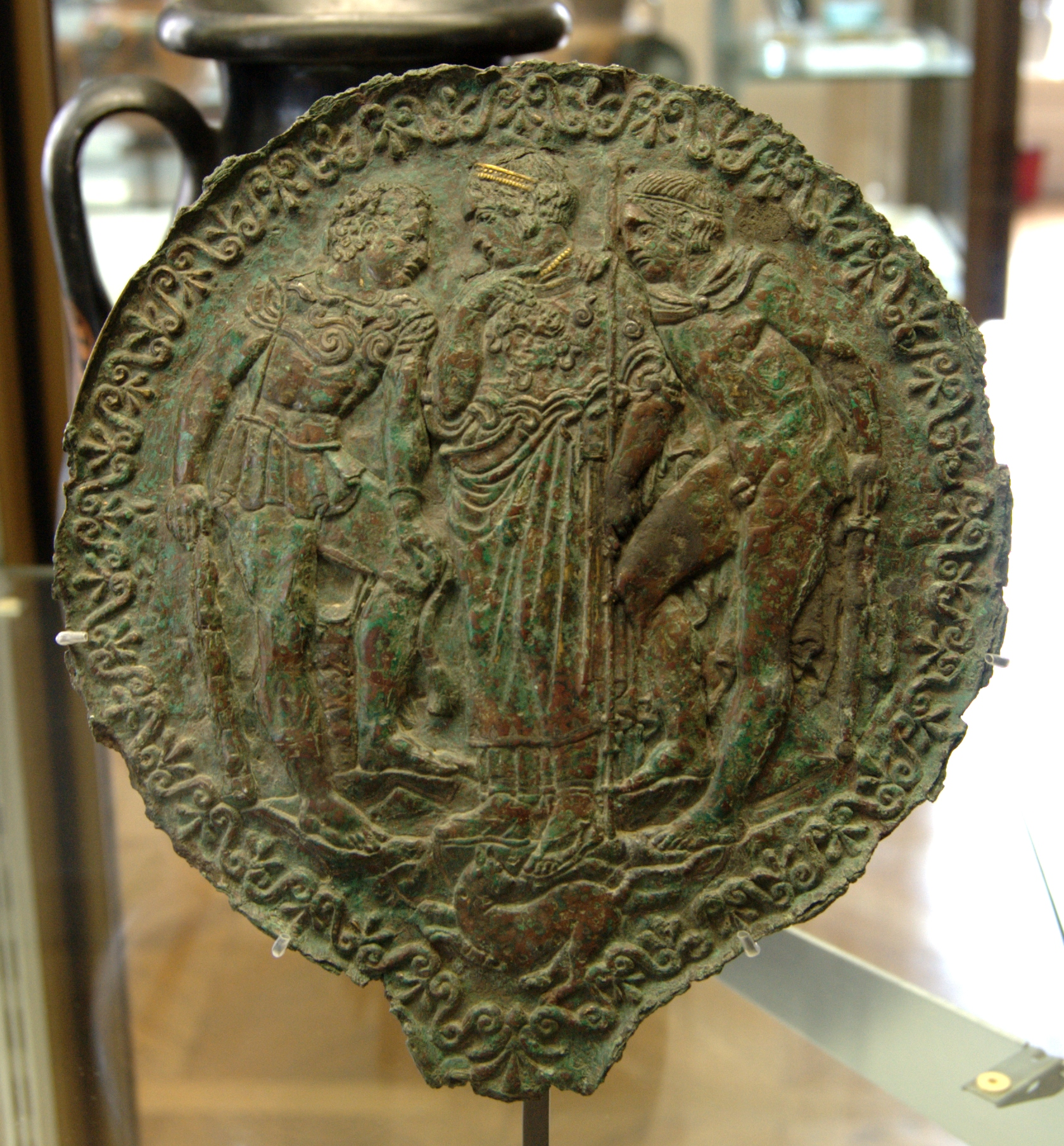
Héraclès et Iolaos joints par Athéna, miroir à reliefs étrusque en bronze, fin du IVe siècle av. J.-C., Cabinet des médailles (BNF)

Le tombeau de Iolaos à Thèbes est par ailleurs largement attesté : chez Pindare encore, dans sa IXe Olympique — qui fait allusion à des Jeux Thébains organisés autour du monument en mémoire d'Héraclès —, mais aussi chez Plutarque — qui affirme qu'à son époque encore, des couples homosexuels s'y rendaient pour se prêter serment de fidélité — et chez Pausanias — qui précise que cependant pour les Thébains eux-mêmes, la mort d'Iolaos en Sardaigne ne faisait aucun doute. Pausanias ajoute que plusieurs villes de Sardaigne étaient baptisées Ἰολάια / Ioláia et lui rendaient les honneurs héroïques (X, 17, 5). Il rapporte également qu'il possédait un autel à Athènes (I, 19, 3).
Selon Diodore, Iolaos a fait l'objet d'un culte héroïque en Sicile, où Héraclès lui avait consacré un bois et divers sacrifices. Il est notamment vénéré dans la ville d'Agyre :

« Ceux qui demeurent dans la ville d'Agyre vouent leur chevelure à Iolaüs et la cultivent soigneusement jusqu'à ce qu'ils soient en état de l'offrir à ce dieu avec de grandes cérémonies. Son temple est si saint et si respectable que ceux qui manquent d'y faire les sacrifices accoutumés perdent la voix et deviennent comme morts. Cependant ils sont rétablis dans leur premier état dès qu'ils ont fait vœu de satisfaire à ce devoir et qu'ils en ont donné les sûretés convenables. Les Agyrinéens ont nommé Herculéenne la porte devant laquelle ils font leurs offrandes à Iolaüs. Ils célèbrent sa fête tous les ans avec la même solennité, par des exercices de lutte et par des courses de chevaux et confondant alors les maîtres et les esclaves, ils les admettent aux mêmes danses, aux mêmes tables et aux mêmes sacrifices. »

— (trad. de l’Abbé Terrasson, cf. Sources)
Plutarque, dans sa Vie de Pélopidas, écrit qu’il lui est assez vraisemblable que le bataillon a été appelé « Sacré » dans le sens de Platon parce que les soldats sont inspirés du dieu.

## Sources
- Pseudo-Apollodore, Bibliothèque [détail des éditions] [lire en ligne] (II, 4, 11 ; II, 5, 2).
- Diodore de Sicile, Bibliothèque historique [détail des éditions] [lire en ligne] (IV, passim).
- Euripide, Les Héraclides [détail des éditions] [lire en ligne] (passim).
- Hygin, Fables [détail des éditions] [(la) lire en ligne] (XIV ; CLXXIII ; CCLXXIII).
- Ovide, Métamorphoses [détail des éditions] [lire en ligne] (IX, 394-417).
- Pausanias, Description de la Grèce [détail des éditions] [lire en ligne] (I, 19, 3 ; I, 44, 10 ; V, 8, 3 et suiv. ; V, 17, 11 ; IX, 23, 1 ; IX, 40, 6 ; X, 17, 5 ; X, 29, 7).
- Pindare, Odes [détail des éditions] (lire en ligne) (Olympiques, IX, 148-151 ; Pythiques, IX).
- Plutarque, Erotikos (761d).
- Strabon, Géographie [détail des éditions] [lire en ligne] (V, 2, 7).